# The Black Keys
The Black Keys je americké duo, hrající blues rock, skládající se ze zpěváka a kytaristy Dana Auerbacha a bubeníka a producenta kapely Patricka Carneyho. Kapela byla založena ve městě Akron v Ohio. K říjnu 2010 prodala kapela přes 1,7 milionů desek.

## Diskografie

### Studiová alba
- The Big Come Up (2002)
- Thickfreakness (2003)
- Rubber Factory (2004)
- Magic Potion (2006)
- Attack & Release (2008)
- Brothers (2010)
- El Camino (2011)
- Turn Blue (2014)
- Let's Rock (2019)
- Delta Kream (2021)
- Dropout Boogie (2022)
- Ohio Players (2024)
- No Rain, No Flowers (2025)